# Valentín Sánchez
Valentín Andrés Sánchez (Buenos Aires, 5 febbraio 2002) è un calciatore argentino, centrocampista dell'Unión Magdalena in prestito dall'Huracán.

## Carriera
Sánchez è cresciuto nel settore giovanile dell'Huracán con cui ha debuttato il 13 agosto 2022 nell'incontro di Primera División vinto 4-1 contro il Sarmiento (J). Due settimane più tardi ha firmato il primo contratto profesionistico con il club biancorosso.
Nel gennaio del 2024 è stato ceduto in prestito all'Arsenal Sarandí, in seconda divisione.

## Statistiche

### Presenze e reti nei club
Statistiche aggiornate al 14 aprile 2024.
| Stagione        | Squadra         | Campionato      | Campionato | Campionato | Coppe nazionali | Coppe nazionali | Coppe nazionali | Coppe continentali | Coppe continentali | Coppe continentali | Altre coppe | Altre coppe | Altre coppe | Totale | Totale | Totale |
| Stagione        | Squadra         | Comp            | Pres       | Reti       | Comp            | Pres            | Reti            | Comp               | Pres               | Reti               | Comp        | Pres        | Reti        | Pres   | Reti   |        |
| --------------- | --------------- | --------------- | ---------- | ---------- | --------------- | --------------- | --------------- | ------------------ | ------------------ | ------------------ | ----------- | ----------- | ----------- | ------ | ------ | ------ |
| 2022            | Huracán         | PD              | 1          | 0          | CA+CdL          | 0               | 0               |                    | -                  | -                  |             | -           | -           | 1      | 0      |        |
| 2023            | Huracán         | PD              | 4          | 0          | CA+CdL          | 0               | 0               | CS                 | 2                  | 0                  |             | -           | -           | 6      | 0      |        |
| 2024            | Arsenal Sarandí | PBN             | 6          | 0          | CA              | 0               | 0               |                    | -                  | -                  |             | -           | -           | 6      | 0      |        |
| Totale carriera | Totale carriera | Totale carriera | 11         | 0          |                 | 0               | 0               |                    | 2                  | 0                  |             | -           | -           | 13     | 0      |        |